# Bisdom Mpika

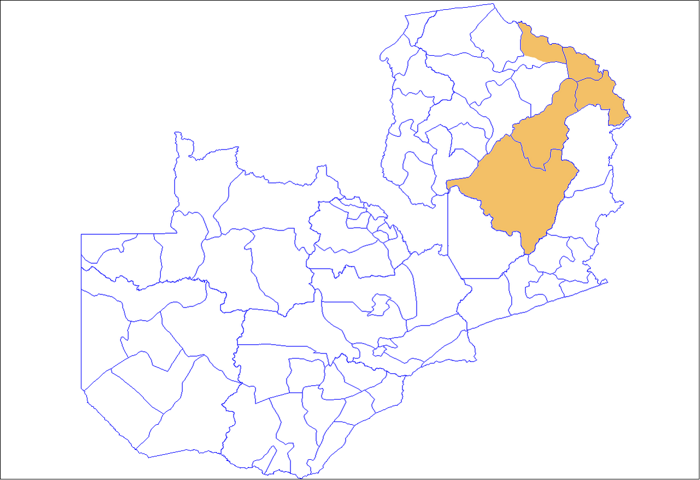
Het bisdom Mpika binnen Zambia

Het bisdom Mpika (Latijn: Dioecesis Mpikaensis) is een rooms-katholiek bisdom met als zetel Mpika in Zambia. Het is een suffragaan bisdom van het aartsbisdom Kasama.
Het bisdom is ontstaan uit het apostolisch vicariaat Abercorn, opgericht in 1951. Dit werd in 1959 het bisdom Abercorn. Het bisdom kreeg in 1967 de naam Mbala, in 1991 de naam Mbala-Mpika en in 1994 kreeg het zijn huidige naam. De Nederlandse witte pater Joost van den Biesen was tussen 1951 en 1958 bisschop van het apostolisch vicariaat. 
In 2019 telde het bisdom 34 parochies. Het bisdom heeft een oppervlakte van 86.135 km² en telde in 2019 734.000 inwoners waarvan 24% rooms-katholiek was. 

## Bisschoppen
- Adolf Fürstenberg, M. Afr. (1959-1987)
- Telesphore George Mpundu (1987-2004)
- Ignatius Chama (2008-2012)
- Justin Mulenga (2015-2020)
- Edwin Mwansa Mulandu (2021-)